# Banque de données automatisée sur les médicaments
La BIAM (sigle de « Banque d'informations automatisée sur les médicaments », plus tard retitrée « Banque de données automatisée sur les médicaments ») était une base de données destinée aux médecins et pharmaciens et son accès était soumis à des conditions particulières. 
Les données sur les substances médicamenteuses publiées le site de la BIAM répondaient à un travail scientifique, et ne reflétaient pas obligatoirement l'information réglementaire disponible pour les spécialités pharmaceutiques. Ces données ne pouvaient pas suffire à fonder une prescription médicamenteuse qui doit toujours être confrontée aux données réglementaires.
Les activités de la BIAM étaient gérées depuis 1999 par la société qui produit le Dictionnaire Vidal. La base de données n'est plus mise à jour depuis environ 2001. L'ancien site - www.biam2.org - a disparu et le nom de domaine est disponible au rachat par un tiers.